# دیوید دیان
دیوید دیان (انگلیسی: David Diaan با نام تولد فریبرز داودیان؛ زادهٔ ۱۲ آوریل ۱۹۵۹) یک هنرپیشه و نویسنده آمریکایی-ایرانی است.
از فیلم‌ها یا برنامه‌های تلویزیونی که وی در آن نقش داشته است می‌توان به سنگسار ثریا م. و بابا جون اشاره کرد.